# Pueblo Yaqui
Pueblo Yaqui är en ort i Mexiko.   Den ligger i kommunen Cajeme och delstaten Sonora, i den nordvästra delen av landet, 1 400 km nordväst om huvudstaden Mexico City. Pueblo Yaqui ligger 21 meter över havet och antalet invånare är 14 802.
Terrängen runt Pueblo Yaqui är mycket platt. Runt Pueblo Yaqui är det ganska tätbefolkat, med 80 invånare per kvadratkilometer. Närmaste större samhälle är Ciudad Obregón, 17,2 km nordost om Pueblo Yaqui. Trakten runt Pueblo Yaqui består till största delen av jordbruksmark.